# Glaucostegus
Glaucostegus es un pequeño género de rayas de la familia Glaucostegidae.

## Especies
El género comprende las siguientes especies:
- Glaucostegus cemiculus Geoffroy Saint-Hilaire 1817
- Glaucostegus granulatus Cuvier, 1829
- Glaucostegus halavi Forsskål, 1775
- Glaucostegus typus Anónimo referido a E. T. Bennett, 18
- Glaucostegus microphthalmus  (Teng, 1959)
- Glaucostegus obtusus  (Müller & Henle, 1841)
- Glaucostegus petiti  (Chabanaud, 1929)
- Glaucostegus spinosus  (Günther, 1870)
- Glaucostegus thouin  (Anonymous [Lacepède], 1798)
- Glaucostegus younholeei  Habib & Islam, 2001